# صانع السلام
قسم صانع السلام «صنع السلام» هو أداة إعلام ومعرفة تابعة للأمم المتحدة تهدف إلى دعم الأخصائيين في عملية صنع السلام الدولي. 

## المهام
يزوّد قسم «صنع السلام» القائمين بالوساطة بالمصادر الضرورية كالمعلومات حول معاهدات السلام وانتدابات صنع السلام. يتضمّن بنك المعلومات أكثر من 350 معاهدات سلام تمّ توقيعها منذ سنة 1945 كما ويحتوي على أكثر من 500 وثيقة من مقالات ومقتطفات من كتب تسلط الضوء على تحاليل جديرة بالملاحظة ومواضيع شتى تتعلق بوساطة الأمم المتحدة وغيرها من المواضيع.
فضلاً عن ذلك، فإن قسم «صنع السلام» يشمل مكتبة قانونية واسعة تتضمن هيكلاً قانونياً يقود جهود الأمم المتحدة في عملية صنع السلام. 

## الموقع الإلكتروني
أما الموقع الإلكتروني الخاص بهذا القسم، فيسهل الاضطلاع عن كثب على عمل صانعي السلام وذلك بفضل وجود خانات عدة كعلبة الأدوات والدروس المكتسبة والبيانات الموجزة وملاحظات إرشادية عملية ومقالات وتعاليق حول معاهدات السلام وكيفية إدارتها.

## الخبرة
تستخلص الدروس حول صنع السلام من خبرة الأمم المتحدة الشاملة في هذا الميدان، كما وبفضل المقابلات العدة التي تجرى مع موظفي الأمم المتحدة وصانعي السلام، يزداد الإرشاد وتكثر التحاليل والتعاليق. 
لايشكل قسم «صنع السلام» الذي أُطلق في 3 تشرين الأول/أكتوبر 2006 إلاّ جهداً من الجهود التي يبذلها قسم الشؤون السياسية الهادف إلى توفير النصائح والدعم إلى أمين عام الأمم المتحدة وممثليه في جهودهم لحل الصراعات الدولية والداخلية.

## الموقع الرسمي
UN Peacemaker Website نسخة محفوظة 26 نوفمبر 2012 على موقع واي باك مشين.